# Jerzy Jan Połoński
Jerzy Jan Połoński (ur. 28 września 1979 w Krakowie) – polski reżyser, aktor, muzyk, artysta kabaretowy i pedagog.

## Życiorys
Ukończył Państwowe Liceum Muzyczne w Katowicach, a następnie w 2002 roku filię PWST we Wrocławiu. W latach 1990–1998 aktor katowickiego Teatru GART, później w latach 1999–2002 aktor wrocławskiego teatru FRANT, następnie w latach 2001–2002 współpracował z Teatrem Polskim we Wrocławiu, potem od 2002 do 2005 roku aktor Teatru Groteska w Krakowie, a od 2008 roku Teatru WARSawy w Warszawie. Od 2015 roku wykładowca akademicki na wydziale reżyserii i wydziale aktorskim AST w Krakowie – wydziału lalkarskiego we Wrocławiu.
Przez cztery lata (2002–2006) związany z krakowską Formacją Chatelet. Od 2004 roku współpracuje z programami rozrywkowymi i kabaretowymi realizowanymi przez TVP2 oraz TVN. od 2006 roku reżyser spektakli teatralnych, telewizyjnych oraz widowisk muzycznych i galowych. Od stycznia 2015 r. do czerwca 2016 r. dyrektor artystyczny Teatru Maska w Rzeszowie, a od 1 września 2019 r. dyrektor artystyczny Teatru Miejskiego w Gliwicach.

## Nagrody
- Laureat na XXII Przeglądzie Piosenki Aktorskiej we Wrocławiu (2001)
- Grand Prix II ogólnopolskiego Festiwalu Interpretacji Piosenki Aktorskiej w Bydgoszczy (2001)
- Grand Prix Festiwalu Artystycznej Młodzieży Akademickiej w Świnoujściu (2002, 2003)
- Nagroda dla najbardziej obiecującego aktora młodego pokolenia Nos Teatralny – Wrocław (2001)
- Wyróżnienie, nagroda dziennikarzy oraz miesięcznika Nowy Pompon XX Przeglądu Kabaretów PaKA w Krakowie (2005)
- Nagroda publiczności XX Przeglądu Kabaretów PaKA w Krakowie (2005)
- Nagroda za najlepszą interpretację aktorską piosenki kabaretowej na II Ogólnopolskim Festiwalu Piosenki Kabaretowej O.B.O.R.A w Poznaniu (2005)
- Złota odznaka FAMY – za całokształt działalności artystycznej i wkład w rozwój festiwalu.(2011)
- Nadzwyczajna Złota Maska dla spektaklu „Tu-wim” Teatru Powszechnego w Łodzi.(2014)
- Nominacja do Złotej Maski za reżyserię  spektaklu "Pokojówki" w Teatrze Miejskim w Gliwicach - (2022)
- Złota Maska dla spektaklu " Ballady i romanse" z Teatru Dzieci Zagłębia w Będzinie - 2023

## Filmografia
- 2006: Niania – sprzedawca w kwiaciarni (odc. 55 Dwie panie Skalskie)
- 2007: Trzy po trzy – Numery z kwatery – Jurek
- 2007: M jak miłość – Witek, mąż Dominiki (odc. 530, 564)
- 2008: 39 i pół – reżyser (odc. 8)
- 2008: Agentki – Jasiek Miedziany, brat „Rudego” (odc. 6 Super fura, czyli poważny problem)
- 2008: Klan – taksówkarz z korporacji taksówkarskiej „Metro Taxi”
- 2009: Na Wspólnej – fotoreporter Marek
- 2009: Usta usta – Łukasz
- 2010: Historia Roja – „Myśliwiec”
- 2011: Czas honoru – Mausch, adiunkt Gubernatora Fischera
- 2012: Ojciec Mateusz – posterunkowy Jaszczuk (odc. 95, 97, 98)
- 2012: Hotel 52 – Grzegorz Brudziński (odc. 74)
- 2013: Pierwsza miłość – Piwoński (odc. 1657, 1658, 1659, 1661)
- 2013: Tajemnica Westerplatte – kapral Michał Plewak
- 2022: Szadź s 3 odc. 4 - koroner[1]

## Role teatralne
W Teatrze Polskim we Wrocławiu:
- 2001: Przygody Hucka Finna – John Wild

W Teatrze Lalki, Maski i Aktora „Groteska” w Krakowie:
- 2002: Śpiąca Królewna – Królewicz; Posłaniec

- 2003: Czerwony Kapturek – Gajowy
- 2003: Parady – Gil

W Teatrze Konsekwentnym w Warszawie:
- 2008: Kochankowie z sąsiedztwa – Mark
- 2009: [JA]3 – Serce

W Teatrze Roma w Warszawie:
- 2011: Aladyn Jr. – Jago, papuga Dżafara

W Operze na zamku w Szczecinie:
- 2017: Crazy for you – Bela Zangler

W Teatrze Miejskim w Gliwicach:
- 2019 :Tuwim dla dorosłych – Dyrektor Cyrku Aurora i Aurelia
- 2023: Feblik- ministrant, cygan - realizacja iTV

## Reżyseria
W  Opera Nova w Bydgoszczy
- 2023: Wesoła Wdówka[2] - Franz Lehar - reżyseria - premiera IV 2023
- 2024: Służąca panią[3] - B.Pergolessi - reżyseria - premiera X 2024

W Teatrze im. W. Siemaszkowej w Rzeszowie
- 2024: Lalka[4] - B. Prus - reżyseria - premiera III 2024

W Teatrze im. S. Jaracza w Olsztynie
- 2024: Niewinność - P. Pilarski - prapremiera - I 2024

W Teatrze „Pinokio” w Łodzi
- 2022: Dzieci z Bullerbyn[5] - Astrid Lindgren - reżyseria - premiera V 2022

W Teatrze Lalek Arlekin im. H. Ryla w Łodzi
- 2019: O dwóch takich co ukradli księżyc K. Makuszyńskiego – reżyseria – premiera III 2019

W Krakowskim Teatrze Variete
- 2019: Opera za trzy grosze B.Brechta – inscenizacja i reżyseria – Premiera I 2019

W Teatrze im. J.Osterwy w Lublinie
- 2018: Kram z piosenkami L.Schillera – adaptacja i reżyseria – premiera IX 2018

W Teatrze Muzycznym w Poznaniu
- 2023: Piękna i Bestia[2] - Allan Menken, Howard Ashman,Tim Rice - reżyseria - premiera - II 2023
- 2020: Virtuoso – Matthew Hardy – reżyseria – prapremiera polska – IX 2020
- 2019: PIPPIN, czyli historia prawdziwa o poszukiwaniu szczęścia – Reżyseria – prapremiera polska – IX 2019
- 2018: Footloose  Reżyseria – premiera IV 2018
- 2017: Madagaskar – Reżyseria – prapremiera polska – V 2017

W Lubuskim Teatrze im. L. Kruczkowskiego w Zielonej Górze
- 2017: Akademia Pana Kleksa – J.Brzechwa – Adaptacja, teksty piosenek i reżyseria – premiera X. 2017

W Teatrze Miejskim w Gliwicach
- 2024: Wars wita was[6] - piosenki zespołu Wały Jagiellońskie - reżyseria - prapremiera IX 2024
- 2024: Mama Mu[5] - Jujja Wieslander - scenariusz, teksty piosenek, reżyseria - premiera I 2024
- 2022: Opowieść Wigilijna[1]- Charles Dickens - rezyseria - premiera XII 2022
- 2021:  Dziki Wschód[7] - Przemysław Pilarski - reżyseria - prapremiera XII 2021
- 2021: Pokojówki – Jean Genet – reżyseria – premiera IX.2021
- 2020: Diabelskie figle – Ewa Laue – reżyseria – premiera XII.2020
- 2020: Białoruś obrażona – Andriei Kurjeiczik – Inscenizacja i reżyseria – prapremiera polska XII.2020
- 2020: Ufo – Iwan Wyrypajew – opieka reżyserska – premiera VI.2020
- 2020: Tuwim dla dorosłych – Julian Tuwim – scenariusz i reżyseria – premiera I.2020
- 2019: Tuwim dla dzieci – Julian Tuwim – scenariusz i reżyseria – Premiera XI 2019
- 2017: Dzieci z Bullerbyn – Astrid Lindgren – reżyseria – Premiera XI 2017

W Operze na zamku w Szczecinie
- 2024: Orfeusz w piekle[8] - J. Offenbach - reżyseria - premiera V 2024
- 2018: Wielka Gala XX WTT – Scenariusz i reżyseria – Premiera VI 2018
- 2017: Crazy for you – George i Ira Gershwin – Reżyseria – premiera III 2017

W Divadle im. Andreja Bagara w Nitrze – Słowacja
- 2016: Povolane Papeż – D.Heviera i G. Dusika – Reżyseria – Prapremiera XI 2016

W Teatr Rampa na Targówku w Warszawie
- 2019: Na wschód od Hollywood T. Jachimka – reżyseria – prapremiera IX 2019
- 2016: Dzień Dziecka T.Jachimka – reżyseria – prapremiera IX 2016

W Teatrze im.J. Kochanowskiego w Opolu
- 2016: Wszystkie stworzenia...czyli jak to włochatym bywa źle M. Mrozińskiej – reżyseria – Prapremiera I 2016

W Teatrze Powszechnym w Łodzi:
- 2013: TU-Wim – prapremiera – scenariusz, reżyseria (wspólnie z Jarosławem Stańkiem) X 2013
- 2012: SPISKI – prapremiera polska – reżyseria – premiera X 2012
- 2011: Weekend na wsi – reżyseria (wspólnie z Jarosławem Stańkiem) – premiera V 2011
- 2009: 39 stopni – reżyseria (wspólnie z Jarosławem Stańkiem) – premiera X 2009

W Teatrze Miniatura w Gdańsku:
- 2011: Alicja W Krainie Czarów – reżyseria (wspólnie z Jarosławem Stańkiem) – premiera X 2011
- 2011: Piotruś Pan – reżyseria (wspólnie z Jarosławem Stańkiem) – premiera IV 2011

W Europejskim Centrum Solidarności:
- 2010: 21 – musical z okazji 30 rocznicy podpisania Porozumień Sierpniowych – reżyseria (wspólnie z Jarosławem Stańkiem – prapremiera w Hucie Warszawa 5 września 2010)

W Teatrze Konsekwentnym:
- 2010 [JA]3, czyli dwa do jednego – reżyseria (wspólnie z Adamem Sajnukiem i Tomaszem Jachimkiem) – premiera II 2010

W Teatrze Capitol w Warszawie:
- 2012: Piotruś Pan – reżyseria – premiera V 2012
- 2009: Jaś i Małgosia – reżyseria – premiera IX 2009

W Teatrze Rozrywki w Chorzowie:
- 2014: Złanocki, czyli Bajki dla Potłuczonych na podstawie tekstów Kabaretu Potem – scenariusz i reżyseria – prapremiera IV 2014
- 2013: Chryzostoma Bulwiecia podróż do Ciemnogrodu na podstawie Chryzostoma Bulwiecia Podróży do Ciemnogrodu – K.I. Gałczyńskiego – scenariusz,reżyseria (wspólnie z Jarosławem Stańkiem) – prapremiera IV 2013

W Teatrze Muzycznym im. D. Baduszkowej w Gdyni:
- 2012: 39 stopni – reżyseria (wspólnie z Jarosławem Stańkiem) – premiera IV 2012
- 2013: Tuwim dla Dorosłych – scenariusz i reżyseria – premiera XI 2013

W Teatrze Plac Zabaw w Warszawie:
- 2011: Mama Mu – adaptacja, teksty piosenek, reżyseria – premiera VI 2011

W Teatrze Dzieci Zagłębia im. J. Dormana w Będzinie:
- 2023: Ballady i romanse - reżyseria ( wspólnie z Martą Wiśniewską) - premiera XI 2023.
- 2005: Koncert Jubileuszowy – reżyseria (wspólnie z Arkadiuszem Klucznikiem), przygotowanie wokalne – premiera V 2005
- 2004: Kopciuszek – Rock Opera – reżyseria, adaptacja przestrzeni scenicznej – premiera XI 2004
- 2002: Czarodziejski Flet – próba – asystent reżysera

W Teatrze im. H.Ch. Andersena w Lublinie:
- 2017: Doktor Dolittlle – scenariusz, teksty piosenek, reżyseria – Premiera 8.01.2017
- 2014: Muminki – adaptacja, teksty piosenek, reżyseria – premiera XII 2014
- 2014: Tak Bardzo dobrze nie jest... – koncert jubileuszowy oparty na piosenkach Kazika Staszewskiego – premiera IV 2014
- 2012: Czerwony Kapturek – scenariusz i reżyseria – premiera XII 2012
- 2009: Przygody Pszczółki Mai – prapremiera polska – reżyseria – premiera V 2009
- 2008: Przecinek i kropka – prapremiera – reżyseria, adaptacja, choreografia – premiera III 2008
- 2008: Pasja Lubelska – reżyseria, scenografia – premiera III 2009
- 2007: Kopciuszek – reżyseria, adaptacja przestrzeni scenicznej – premiera XII 2007

W Teatrze Zagłębia w Sosnowcu
- 2014: Wakacje z duchami – reżyseria – premiera IV 2015

W Teatrze Lalki i Aktora w Wałbrzychu:
- 2022: Ania z Zielonego Wzgórza[7]- Lucy Montgomery - adaptacja, teksty piosenek, reżyseria - premiera IX 2022
- 2018: Chodź na słówko M.Prześlugi – Reżyseria – Premiera V 2018
- 2015: Królik, Słoń i Tereska na podstawie „Z powrotem...”, czyli fatalne skutki niewłaściwych lektur Zbigniewa Batki – adaptacja i reżyseria – prapremiera IX 2015
- 2014: Co w strachu piszczy – spektakl plenerowy – scenariusz i reżyseria – prapremiera VI 2014
- 2013: Księga Dżungli – scenariusz i reżyseria (wspólnie z Jarosławem Stańkiem) – prapremiera V 2013
- 2012: Czerwony Kapturek – scenariusz i reżyseria – prapremiera II 2012
- 2010: Przecinek i kropka – adaptacja, reżyseria – premiera IX 2010
- 2008: Jaś i Małgosia- D.Stępień – reżyseria – Prapremiera V 2008

W Teatrze „Groteska” w Krakowie:
- 2018: Piękna i Bestia – Scenariusz i reżyseria – premiera III 2018
- 2016: Tomek Sawyer – scenariusz i reżyseria – premiera III 2016
- 2014: Doktor Dolittle – scenariusz, przygotowanie wokalne i reżyseria – premiera X 2014

W Teatrze Maska w Rzeszowie:
- 2016: Akademia Pana Kleksa J.Brzechwy – adaptacja, teksty piosenek, reżyseria – Premiera V 2016
- 2015: Smoki M.Prześlugi – reżyseria – premiera XI 2015

W Teatrze PWST we Wrocławiu
- 2015: Smoki M. Prześlugi – reżyseria – premiera II 2015

Na 42 Przeglądzie Piosenki Aktorskiej we Wrocławiu
- 2022: Koncert Finałowy oraz Koncert laureatów - scenariusz i reżyseria - II 2022[10]

Na Festiwalu „Pamiętajmy o Osieckiej” w Warszawie
- 2014: „Archipelag Sław” piosenki Adama Sławińskiego – scenariusz i reżyseria

Na Festiwalu Artystycznej Młodzieży Akademickiej FAMA w Świnoujściu:
- 2002: Gwiazdka z nieba – koncert piosenek Łucji Prus – nagroda Grand Prix Festiwalu – scenariusz i reżyseria
- 2003: Tak bardzo dobrze nie jest, ale nie jest źle – piosenki Kazika Staszewskiego – nagroda Grand Prix Festiwalu – scenariusz i reżyseria
- 2004: Świat za trzy grosze – musical telewizyjny – koncert galowy (realizowany przez TVP2) – reżyseria
- 2005: ORP FAMA – koncert laureatów – scenariusz i reżyseria
- 2006: Dziura w krajobrazie – piosenki Andrzeja Zauchy – koncert galowy – scenariusz i reżyseria
- 2009: Czarno widzę – koncert galowy poświęcony twórczości Silnej Grupy pod Wezwaniem– scenariusz i reżyseria
- 2011: Warjutkowo... – koncert galowy oparty na twórczości Michała Zabłockiego – scenariusz i reżyseria
- 2012: Szczurze niebo – koncert finałowy oparty na twórczości Zespołu Maanam – scenariusz i reżyseria (wspólnie z Jarosławem Stańkiem)
- 2013: Fama na kryzys – koncert galowy – scenariusz i reżyseria
- 2014: Obywatel na wakacjach – Piosenki Grzegorza Ciechowskiego – scenariusz i reżyseria
- 2015: Jeszcze w zielone gramy – piosenki Wojciecha Młynarskiego – Scenariusz i reżyseria

Na Festiwalu Górskim w Lądku-Zdroju:
- 2014: Gala rozdania nagród filmowych – scenariusz i reżyseria
- 2014: Gala rozdania nagrody „Książka Górska Roku” – scenariusz i reżyseria
- 2016: Gala rozdania nagród filmowych – scenariusz i reżyseria
- 2016: Gala rozdania nagrody „Książka Górska Roku” – scenariusz i reżyseria
- 2018: Gala wręczenia „Złotych Czekanów” – najważniejszej nagrody wspinaczkowej na świecie – scenariusz i reżyseria
- 2019: Gala wręczenia „Złotych Czekanów” – najważniejszej nagrody wspinaczkowej na świecie – scenariusz i reżyseria

## Życie prywatne
Syn aktora Jerzego Połońskiego i Marty Połońskiej, brat wiolonczelisty Dominika Połońskiego. Żona Kamila. Ma trzech synów: Oskara, Mikołaja i Maksymiliana.